# سلیمان وهاب زاده
سلیمان وهاب‌زاده (تولد ۱۲۹۵ شمسی) بازرگان، نماینده دوره ششم مجلس سنا، عضو اتاق بازرگانی تهران و عضو هیئت‌مدیره بانک تجارتی ایران و هلند بوده است.

## زندگی‌نامه و سوابق
سلیمان وهاب‌زاده (تولد ۱۲۹۵ شمسی) فرزند یوسف در مشهد متولد شد. پس از طی تحصیلات ابتدایی وارد کالج امریکایی تهران شد و اخذ دیپلم جهت ادامه تحصیل راهی ترکیه شد و در کالج اسلامبول به تحصیل پرداخت.
وی پس از مراجعت به کشور به شغل بازرگانی پرداخت و سپس به اتاق بازرگانی رفت. از مشاغل وی می‌توان به: عضو هیئت‌مدیره انجمن طرفداران تربیت پیش‌آهنگی ایران، رئیس هیئت‌مدیره بانک تجارتی ایران و هلند و نمایندگی مجلس سنا اشاره کرد. وی عضو حزب رستاخیز و همچنین باشگاه ورزشی شاهنشاهی نیز بود

## اتاق بازرگانی، صنایع، معادن و کشاورزی تهران
سلیمان وهاب زاده در دوره‌های: چهارم (با۹۸۹ رای)، دوره ششم (با ۸۷۵ رأی)، دوره هفتم (با ۱۳۵۷ رأی) و دوره هشتم (با ۶۲۳ رأی) عضو اتاق بازرگانی تهران شد.
بعد از کودتای ۱۳۳۲، هیئت دولت جدید از فعالیت جامعه بازاریان اصناف و پیشه‌وران، ممانعت و «اتحادیه جدید بازرگانان» را تأسیس کردند. هیئت نمایندگان آن در آذر ماه ۱۳۳۲ انتخاب شدند که شامل رهبران تجار چون عبدالحسین نیک‌پور و محمدرضا خرازی از چهره‌های قدیمی اتاق و ابوالحسن صادقی، علی وکیلی و حاج‌آقا بزرگ ابوحسین (بازاری بانفوذ آذربایجانی)، عبدالله مقدم، مهدی نمازی و سلیمان وهاب‌زاده (نماینده کارخانه کاترپیلارد آمریکا) بودند.

## بانک تجارتی ایران و هلند
بانک تجارتی ایران و هلند با سرمایه ۱/۵ میلیارد ریال در نوزدهم فروردین سال ۱۳۳۸ شروع به کار کرد. مؤسسین این بانک خانواده وهاب‌زاده بودند و شریک خارجی بانک الگمانه هلند بود. در سال ۱۳۵۵ ریاست هیئت مدیره را سلیمان وهاب‌زاده و ریاست هیئت عامل را احمد وهاب‌زاده به عهده داشتند. در پایان این سال دارایی بانک بالغ‌بر ۲۶ میلیارد ریال و سرمایه پرداخت شده بانک دو میلیارد ریال بود

## مجلس سنای ایران
سلیمان وهاب‌زاده، سناتور انتخابی دوره ششم مجلس سنای ایران از تهران بود.

## عضویت در باشگاه عصر
باشگاه عصر در ۱۳۲۰ تأسیس شده بود و مدیریت آن را در سال‌های بعد نعمت‌الله نصیری و اشرف پهلوی بر عهده داشتند.
این محل اجتماع اعضای خاندان پهلوی، امرا، وزرا، نمایندگان مجلسین، بازرگانان و افراد بانفوذ و سرشناس گذشته بود که ساعت‌ها در آنجا به قمار می‌پرداختند و پول‌های کلانی برد و باخت می‌شد.
اعضای این باشگاه از پانصد نفر تجاوز می‌کرد.
گردانندگان اصلی باشگاه براساس مدرک به دست آمده این افراد بوده‌اند:
1. محمد شاهکار نماینده مجلس و وکیل پایه یک دادگستری
2. بدر «ملاک»
3. سرتیپ جهانبانی رئیس باشگاه
4. امیر دیوان صفاری لاهیجانی «وی همه چیز خود را در این باشگاه باخت و قصد خودکشی داشت که پسرش مانع شد».
5. حسن آقا چایچی «وی املاک خود را در این باشگاه باخت و از غصه سکته کرد و مرد».
6. کاظم چایچی «بازرگان»
7. جعفر چایچی
8. اسماعیل چایچی
9. محمدتقی چایچی
10. مجید اعلم «مدیرعامل شرکت تساد و کنترات چی آب تهران و دربار»
11. سرهنگ امی
12. احمد وهاب‌زاده مدیرعامل شرکت بی.ام. و
13. سلیمان وهاب‌زاده (صاحب بانک تجارتی ایران و هلند)
14. ناظمیان

۱۵- داود القانیان (صاحب ملک باشگاه که ماهی ۴۰ هزار تومان بابت اجاره ملک از اعضای باشگاه می‌گرفته‌است. پدرش صاحب پاساژ کنت، ساختمان آلومینیوم، کارخانه پلاستیک‌سازی و… است).
۱۶- بزرگ خواجوی
۱۷- مهندس فرخان.